# Станфорд
Вижте пояснителната страница за други значения на Станфорд.
Станфорд (на английски: Stanford) е населено място в окръг Санта Клара в Района на Сан Франциско, щата Калифорния, Съединените американски щати.
Граничи с Пало Алто. Има население от 13 315 жители (2000).
В по-голямата част на Станфорд е разположен Станфордският университет. Той е студентски град.

## Известни личности
Родени в Станфорд
- Сам Банкман-Фрийд (р. 1992), измамник
- Джонатан Мур (р. 1977), писател

Починали в Станфорд
- Алберт Бандура (1925 – 2021), канадски психолог
- Пол Бърг (1926 – 2023), биохимик
- Рене Жирар (1923 – 2015), френски културолог
- Пол Каланити (1977 – 2015), лекар и писател
- Артър Корнбърг (1918 – 2007), биохимик
- Джон Маккарти (1927 – 2011), информатик
- Мариам Мирзахани (1977 – 2017), иранска математичка
- Бъртън Рихтер (1931 – 2018), физик
- Ричард Тейлър (1929 – 2018), физик
- Едуард Телер (1908 – 2003), физик
- Роберт Хофщетер (1915 – 1990), физик
- Уилям Шокли (1910 – 1989), физик